# (7770) Siljan
(7770) Siljan est un astéroïde de la ceinture principale.

## Description
(7770) Siljan est un astéroïde de la ceinture principale. Il fut découvert le 2 mars 1992 à La Silla par le programme UESAC. Il présente une orbite caractérisée par un demi-grand axe de 2,89 UA, une excentricité de 0,08 et une inclinaison de 3,3° par rapport à l'écliptique.

## Compléments